# Malherbe-sur-Ajon

Malherbe-sur-Sjon is een gemeente in het Franse departement Calvados in de regio Normandië. De gemeente is op 1 januari 2016 ontstaan door de fusie van de gemeenten Banneville-sur-Ajon en Saint-Agnan-le-Malherbe.